# Relações entre Liga Árabe e Rússia
As relações entre Rússia e Liga Árabe incluem vários contatos entre a Estado russo e a organização intergovernamental árabe. A Federação Russa mantém vários contatos com a Liga Árabe e desempenha um papel de mediação no conflito israelo-palestino.

## Conselho Empresarial Russo-Árabe

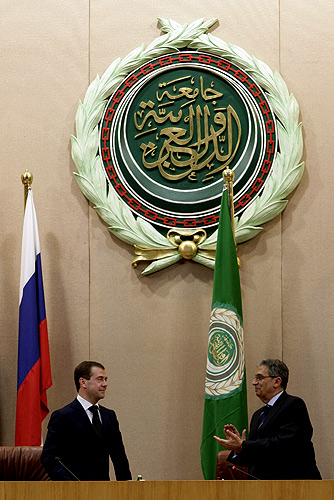
Secretário Geral da Liga Árabe Amr Moussa com o presidente russo Dmitri Medvedev na sede da Liga Árabe no Cairo, Egito.

O Conselho Empresarial Russo-Árabe (em russo:  Российско-Арабский Деловой Совет; em árabe: مجلس الأعمال الروسي العربي) é uma organização que desenvolve as relações comerciais e econômicas entre a Rússia e os países árabes e presta assistência no estabelecimento de contatos de negócios entre empresários. Ele já estabeleceu uma emissora de televisão com sede na Rússia chamado Rusiya al Youm (em árabe: روسيا اليوم), que significa "Rússia hoje" em árabe. É a primeira emissora russa para ser exibida em idioma árabe.